# El Socorro
El Socorro is een stad en gemeente in de Venezolaanse staat Guárico. El Socorro telt 18.600 inwoners. De hoofdplaats is El Socorro.